# 宇進產電
宇進產電（：／）是一間位於韓國忠清北道槐山郡的電機製造商。該公司成立於1974年，以生產車用電阻裝置起家，近年更擴展業務至鐵路電機設備、鐵路車輛、電力交通車輛的製造。

## 歷史[5]
- 1974年4月，宇進產電成立。
- 1979年3月，開始生產車用電阻裝置。
- 1988年11月，設立技術研究所。
- 1990年4月，開始生產VVVF-GTO（閘流體變頻驅動器）。
- 1991年2月，開始生產鐵路車輛用LED顯示器。
- 1999年2月，成立子公司「宇進產機」。
- 2004年12月，開始生產膠輪電車。
- 2005年2月，開始生產輕軌電車。
- 2005年4月，開始生產月台門。
- 2009年12月，開始生產鐵路電氣儲存系統。
- 2010年2月，開始生產KTX國產零組件。
- 2014年，開始生產仁川國際機場航站運輸系統車輛。
- 2015年，開始研究開發KTX國產VVVF-IGBT（絕緣閘雙極電晶體變頻驅動器）。
- 2017年，開始生產青罗国际都市站單軌電車、光州都市鐵道二號線電動列車。
- 2017年，開始生產首爾市立大學、潭陽郡電動巴士。
- 2018年，開始生產安山市、清州市電動巴士。
- 2018年，開始生產首爾輕電鐵新林線電動列車。

## 業務

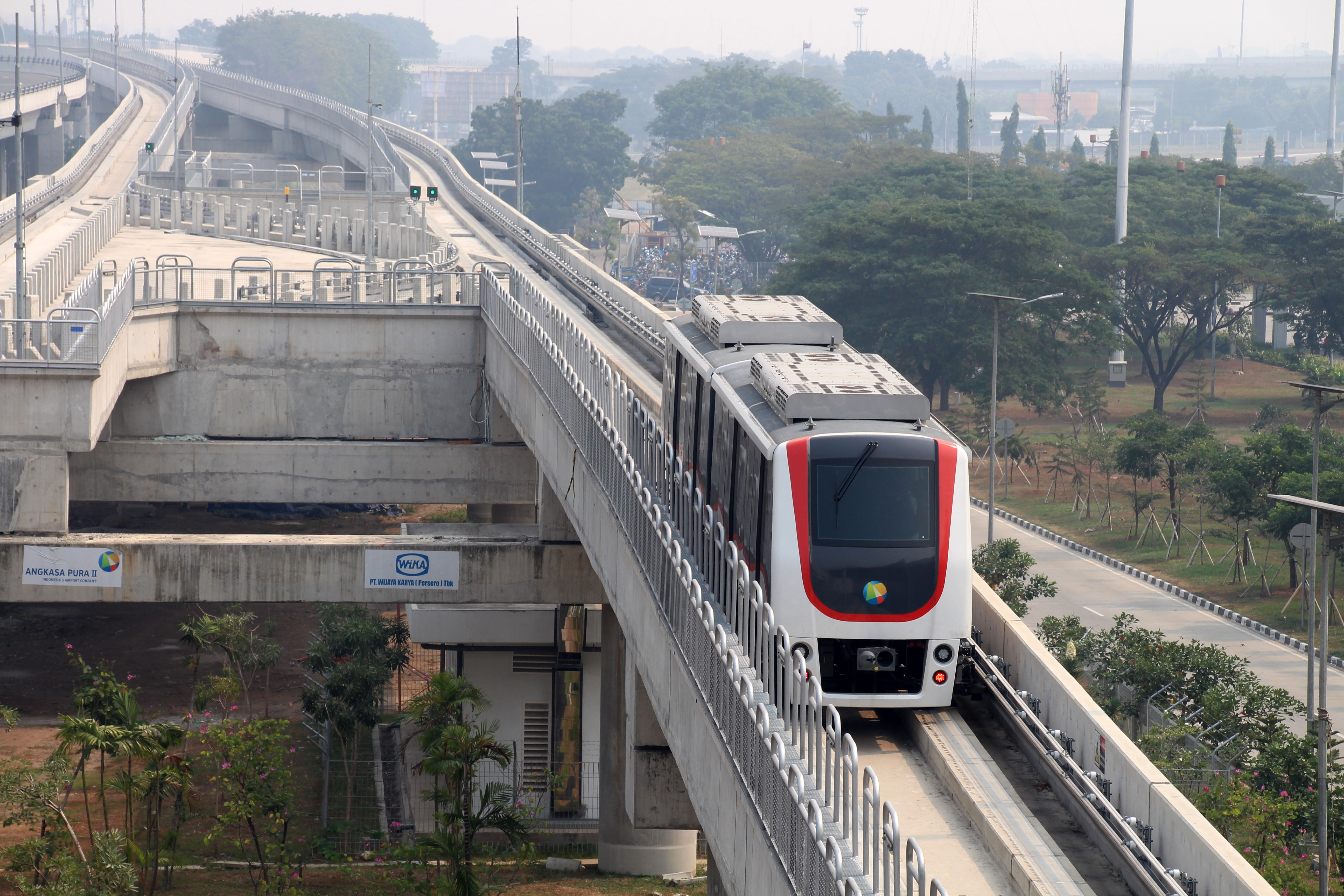
宇進產電承製印度尼西亞雅加達蘇加諾-哈達國際機場航站運輸系統車輛

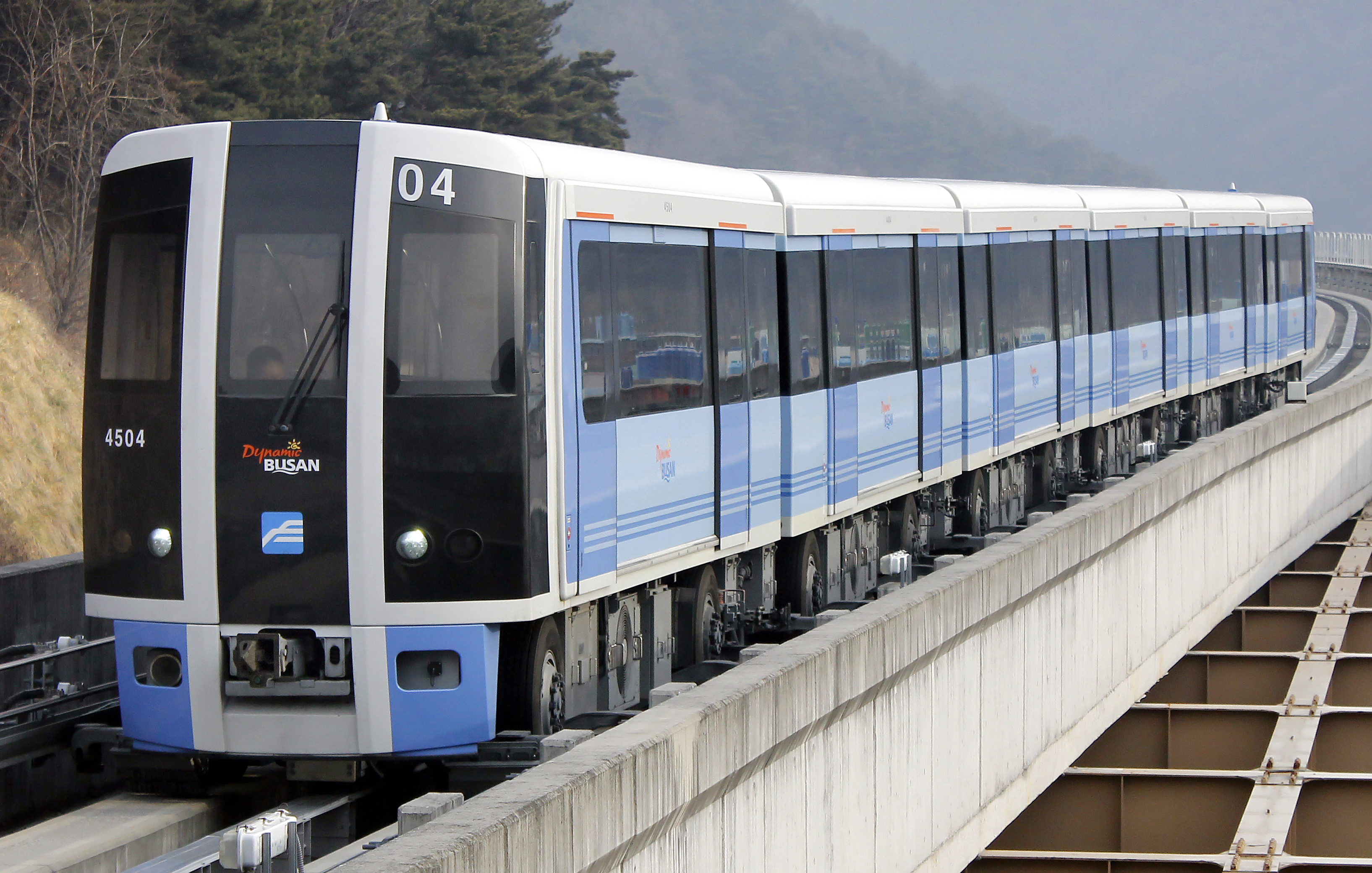
宇進產電承製釜山交通公社4000系電力動車組

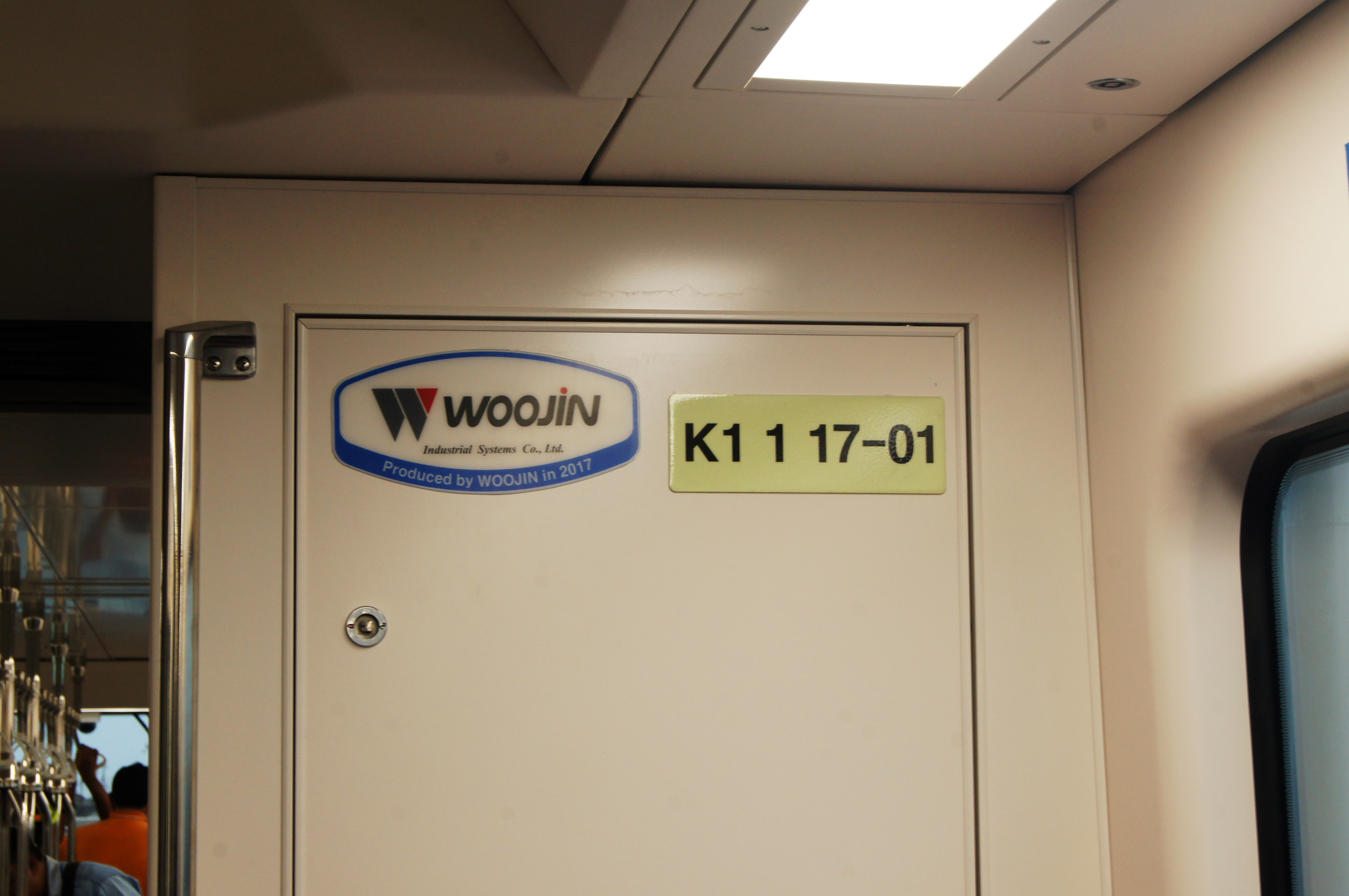
宇進產電車輛銘版

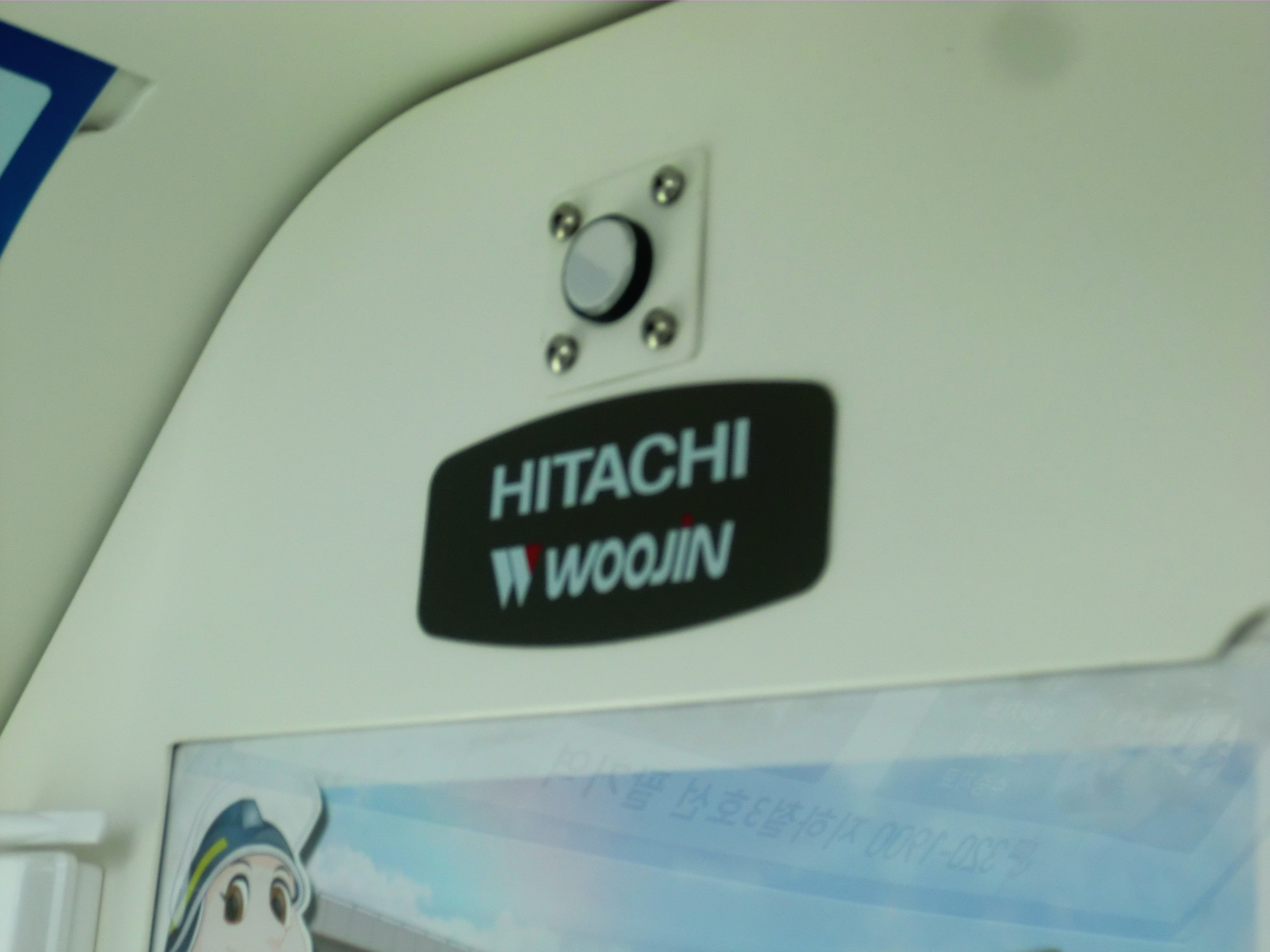
日立製作所、宇進產電技術合作車輛銘版

### 韓國
- 韓國鐵道公社：盆唐線韩国铁道2030系电力动车组變頻驅動器翻新、首都圈電鐵中央線韩国铁道公社321000系电力动车组變頻驅動器、東海線韩国铁道公社361000系电力动车组變頻驅動器
- 首尔交通公社
- 釜山交通公社：釜山交通公社4000系电力动车组（朝鲜语：부산교통공사 4000호대 전동차）、釜山交通公社2000系电力动车组（朝鲜语：부산교통공사 2000호대 전동차）
- 仁川交通公社：仁川交通公社1000系电力动车组變頻驅動器翻新
- 大邱交通公社：大邱都市铁道3000系电力动车组[6]
- 光州广域市都市铁道公社
- 大田交通公社
- 仁川空港公社：仁川国际机场1号航站楼站車輛
- 現代Rotem

### 海外[7]
- 臺灣鐵路管理局
- 馬來亞鐵道公司（Keretapi Tanah Melayu Berhad）
- 泰國國家鐵路局（State Railway of Thailand）
- 印度鐵路公司（PT Kereta Api Indonesia）：雅加達蘇加諾-哈達國際機場航站運輸系統車輛
- 東芝：VVVF-IGBT（絕緣閘雙極性電晶體變頻驅動器）項目技術承接 [8]
- 三菱電機：承接輕軌電車控制系統項目技術
- 東洋電機
- 日立製作所：承接月台門系統項目系統技術
- 神戶鋼鐵：承接輕軌電車控制系統項目技術
- 日本車輛：承接輕軌電車轉向架項目技術
- Nabtesco：承接月台門系統項目系統技術
- 住友電氣工業：承接第三軌集電靴項目技術
- 鐵路工業公司（英语：Industri Kereta Api）（PT Industri Kereta Api）：瓜拉納姆機場鐵路（英语：Kualanamu Airport Rail Link）車輛柴電驅動器

## 營業單位[9]

### 宇進產電
- 總部暨第一工場：忠清北道 槐山郡
- 第二工場：忠清北道 槐山郡
- 梧倉工場：忠清北道 清州市
- 首爾事務所：首爾特別市 江南區
- 美國分公司：美國 加利福尼亞州 歐文代爾

### 子公司
- 宇進產機
- 宇進產業技術
- 宇進 J-TECH

## 外部連結
- 宇進產電官方網站（簡體中文）